# Zuiderzeekrabbetje
Het zuiderzeekrabbetje (Rhithropanopeus harrisii) is een kleine krab uit de familie Panopeidae die plaatselijk voorkomt in Belgische en Nederlandse brakke wateren.

## Anatomie
Het zuiderzeekrabbetje heeft een convex carapax dat glad is en breder dan lang, en waarvan de breedte maximaal 23 mm bedraagt. Deze soort heeft relatief grote, gesteelde ogen. De ongelijke schaarpoten zijn bij het mannetje een stuk sterker ontwikkeld dan bij het vrouwtje. De looppoten (pereopoden) zijn langs de randen behaard en dragen een lange, slanke dactylus (laatste segment). Het zuiderzeekrabbetje is meestal donker groengrijs gekleurd, soms met donkere vlekken op het schild. Opvallend zijn de bijna witte uiteinden van zijn scharen. Deze scharen zijn naar verhouding vrij fors en ongelijk van grootte.

## Verspreiding en ecologie
Het zuiderzeekrabbetje is een exoot die inheems is in de noordwestelijke Atlantische Oceaan, variërend van de Saint Lawrencebaai tot Veracruz in Mexico. Het werd geïntroduceerd in het westen van de Verenigde Staten en wordt gevonden in de Baai van San Francisco en baaien van Coos en Yaquina in Oregon. Het is ook geïntroduceerd in Europa, Venezuela, Brazilië, de Pacifische kust van Panama en Japan.
In Nederland werd het zuiderzeekrabbetje voor het eerst in de tweede helft van de 19de eeuw ontdekt in de Zuiderzee en werd als een aparte soort (Pilumnus tridentatus) omschreven. Pas in 1949 bleek dat het dier een exoot was die van oorsprong voorkomt aan de oostkust van Noord-Amerika. In Europa wordt deze soort nu ook gevonden in brakke wateren van Denemarken, België, Duitsland, Frankrijk, Polen, Estland, Finland, Rusland, Portugal, Spanje, Italië, Roemenië en Bulgarije alsmede in de Zwarte Zee en Kaspische Zee. Het zuiderzeekrabbetje verdween nadat de Zuiderzee was afgesloten en het IJsselmeer langzaam steeds zoeter werd, en werd algemeen aangenomen dat het dier was uitgestorven in Nederland. In 1977 werden ze onverwachts aangetroffen in het Veerse Meer. Nu wordt deze exoot vooral aangetroffen in een aantal brakke waterwegen zoals het Noordzeekanaal en het Eemskanaal.
Deze krab overleeft in een breed scala van zoutgehaltes en een verscheidenheid aan leefomgevingen, vanaf de getijdenzone tot op 8 m diepte. Wel hebben zuiderzeekrabbetjes beschutting nodig in de vorm van boomstammen, spleten of vegetatie. Het heeft zich waarschijnlijk verspreid via ballastwater of aangroei van schepen op commerciële schepen, of door onbedoelde overdracht met oesterculturen. Zuiderzeekrabbetjes zijn alleseters.